# Lee Eun-kyung
Lee Eun-Kyung (Koreaans: 이은경) (Yongin, 15 juli 1972) is een Koreaanse boogschutter.
Lee Eun-Kyung is een Koreaanse naam, de familienaam is Lee. Lee kwam voor haar land uit op de Olympische Spelen en de Aziatische Spelen. Op de Olympische Spelen in Barcelona (1992) behaalde ze met haar team de gouden medaille. Haar teamgenoten Cho Youn-Jeong en Kim Soo-Nyung behaalden in de individuele rondes respectievelijk de eerste en de tweede plaats. Op de Aziatische Spelen belandde Lee zowel individueel als met het team meerdere malen in de top drie.

## Palmares
- 1990:  Aziatische Spelen (individueel)
- 1990:  Aziatische Spelen (team)
- 1992:  Olympische Spelen (team)
- 1994:  Aziatische Spelen (individueel)
- 1994:  Aziatische Spelen (team)
- 1998:  Aziatische Spelen (individueel)
- 1998:  Aziatische Spelen (team)

1988: Kim S-n/Wang/Yun Y-s ·
1992: Cho/Kim S-n/Lee E-k ·
1996: Kim J-s/Kim K-w/Yoon H-y ·
2000: Kim N-s/Kim S-n/Yun M-j ·
2004: Lee S-j/Park/Yun M-j ·
2008: Joo/Park/Yun O-h ·
2012: Choi/Ki/Lee S-j ·
2016: Chang/Choi/Ki ·
2020: An/Jang/Kang ·
2024: Jeon/Lim/Nam
1978: Ichiro Shimamura
1982: O Gwang Sun ·
1986: Park Jung-ah ·
1990: Lee Jang-mi ·
1994: Lee Eun-kyung ·
1998: Kim Jo-sun ·
2002: Yuan Shu Chi ·
2006: Park Sung-hyun ·
2010: Yun Ok-hee